# Kino Pionier 1909
Kino Pionier 1907 é o cinema mais antigo do mundo em funcionamento.
Localizado na cidade de Szczecin, na Polônia, ele sobreviveu a 2 Guerras Mundiais, e foi imortalizado por Konstanty Ildefons Galczynski no poema “Pequeno Cinema” (“Little Cinema”, no original).
Em 2005, ele entrou para o Guinness Book.
Ele foi fundado no dia 26 de setembro de 1907 com o nome de Helios Welt-Kino-Theater. Na sua estreia, três filmes foram exibidos: Der Kampf um den Glauben, Pick und Pock e Die Smaragdküste der Bretagne. Atualmente, a programação consiste em filmes poloneses e também grandes apostas internacionais.